# تائیچی یامادا
تائیچی یامادا (انگلیسی: Taichi Yamada; ۶ ژوئن ۱۹۳۴ – ۲۹ نوامبر ۲۰۲۳) رمان‌نویس، فیلم‌نامه‌نویس، و نویسنده اهل ژاپن بود.